# Parti du progrès et de la citoyenneté
Le Parti du progrès et de la citoyenneté (PPC) est un ancien parti politique sénégalais, dont le leader était Me Mbaye Jacques Diop, syndic administrateur judiciaire.

## Histoire
Le parti est officiellement créé le 30 mai 2000.
Aux élections législatives de 2001, le PPC remporte 17 122 voix, soit 0,9 %, et obtient un siège sur les 120 que compte alors l'Assemblée nationale.
Lors du congrès d'avril 2002, il fusionne avec le Parti démocratique sénégalais (PDS).

## Orientation
Parti d'opposition à l'origine, le PPC a rallié la majorité présidentielle d'Abdoulaye Wade.
Ses objectifs déclarés étaient de « conquérir le pouvoir par les moyens démocratiques ; promouvoir le développement national ; éduquer le peuple sur les valeurs de solidarité, de progrès et de citoyenneté ; promouvoir le renforcement de l'unité africaine ».

## Symboles
Les couleurs violet et jaune, ainsi que le pêcheur avec un gilet de sauvetage sur sa pirogue et qui lance son filet sont ses symboles.

## Organisation
Son siège se trouvait à Rufisque.